# 国际发展
国际发展（International development）或全球发展（global development），是一个广义的概念，表示社会和国家在国际范围内具有不同的经济或人类发展水平。它是发达国家、发展中国家和最不发达国家等国际分类的基础，也是以各种方式参与国际发展进程的实践和研究领域的基础。然而，有许多思想流派和惯例，它们正是构成一个国家“发展”的特征。
从历史上看，发展在很大程度上是經濟發展的同义词，尤其是通过容易收集（发达国家）或估计（严重不发达国家或孤立主义国家）的方便但有缺陷的量化，例如国内生产总值，通常与预期寿命等精算指标一起查看。最近，学者和职业人士开始从更全面和多学科的人类发展角度来讨论发展。其他相关概念包括竞争力、生活质量或主观幸福感。
“国际发展”不同于简单的“发展”概念。后者在最基本的意义上只是简单地表示随着时间的推移而发生变化的概念，而国际发展已经开始指代一个独特的实践、工业和研究领域；大学课程和专业分类的主题。它仍然与二战后出现的一系列机构密切相关，尤其是布雷顿森林机构，其重点是经济增长、减轻贫困和改善以前被殖民国家的生活条件。国际社会已将发展目标编入千年发展目标和可持续发展目标等。